# ロバート・コリー
ロバート・コリー（Robert Brainard Corey、1897年8月19日-1971年4月23日）はアメリカ合衆国の生化学者で、ライナス・ポーリング、ヘルマン・ブランソンとともにαヘリックスやβシートの構造を発見した業績で知られる。彼らの発見は、40年後に初めて正確に測定された結合長に至るまで非常に精確だった。今日ではαヘリックスとβシートは、多くのタンパク質の骨格になっていることが分かっている。

## αヘリックスとβシートの発見
カリフォルニア工科大学で、前記の3人は米国科学アカデミー紀要に8報の一連の論文を発表した。
8報の中で最も革新的だったのは1報目の論文で、1951年2月28日に書かれた。この日はちょうどポーリングの50回目の誕生日に当たり、論文にはThe Structure of Proteins: Two Hydrogen-Bonded Helical Configurations of the Polypeptide Chainというタイトルがつけられた。この論文は革新的ではあるが、今日から見ると奇妙な点もいくつか見られた。まず、彼らは実際には右巻きの螺旋を左巻きに描いていた。また、より一般的な310ヘリックスについては全く触れられず、今日では語られなくなったγヘリックスについて詳細に語られていた。